# Weiherhäusl (Pfreimd)
Weiherhäusl ist ein Ortsteil der Stadt Pfreimd im Oberpfälzer Landkreis Schwandorf (Bayern).

## Geografie
Weiherhäusl liegt 500 Meter nordwestlich des Eichelbaches, 1 Kilometer südöstlich der Bundesautobahn 6 und 4 Kilometer nordöstlich von Pfreimd.
Weiherhäusl lag noch Mitte des 19. Jahrhunderts deutlich von Weihern getrennt nordwestlich von Weihern. Es hatte die Hausnummern 58 bis 65. Im 20. Jahrhundert wuchs Weihern in Richtung Norden und Westen, so dass Weiherhäusl ganz in Weihern aufging. Es bildet jetzt die Nordwestecke der Ortschaft.

## Geschichte
1808 gehörte Weiherhäusl zur frei-eigenen Hofmark Weihern und hatte 9 Anwesen.
Dann wurden 1811 in Bayern Steuerdistrikte gebildet. Dabei kam Weiherhäusl zum Steuerdistrikt Unterweihern. Der Steuerdistrikt Unterweihern bestand aus den beiden Dörfern Unterweihern und Oberweihern mit Schloss, dem Weiherhäusl und Söllitz und den Privatwaldungen Kohlschlag und Dreyherrnschlag. Er hatte 84 Häuser, 492 Seelen, 200 Morgen Äcker, 80 Morgen Wiesen, 36 Morgen Holz, 2 Weiher, 12 Morgen öde Gründe und Wege, 2 Pferde, 42 Ochsen, 50 Kühe, 24 Stück Jungvieh, 90 Schafe und 24 Schweine.
Schließlich wurde 1818 mit dem Zweiten Gemeindeedikt die übertriebene Zentralisierung weitgehend rückgängig gemacht und es wurden relativ selbständige Landgemeinden mit eigenem Vermögen gebildet, über das sie frei verfügen konnten. Hierbei kam Weiherhäusl zur Ruralgemeinde Weihern. Die Gemeinde Weihern bestand aus den Ortschaften Weihern mit 31 Familien, Oberweihern mit 9 Familien und dem Weiler Weiherhäusl mit 8 Familien. Die Gemeinde Weihern wurde 1972 in die Gemeinde Pfreimd eingegliedert.
Weiherhäusl gehört zur Pfarrei Weihern. Zur Pfarrei Weihern gehörten 1838 die Ortschaften Weihern (= Unterweihern), Oberweihern, Weiherhäusl, Gnötzendorf, Stein und die Filialkirche Saltendorf mit Döllnitz, Friedersdorf und Oberndorf. 1997 wurde die Pfarrei Weihern mit den Ortschaften Weihern, Gnötzendorf und Stein aufgeführt. Anfang des 21. Jahrhunderts wurde aus den Pfarreien Trausnitz, Hohentreswitz und Weihern die Pfarreiengemeinschaft Trausnitz mit Hohentreswitz und Weihern gebildet.

## Einwohnerentwicklung ab 1819
| Jahr | Einwohner  | Gebäude |
| ---- | ---------- | ------- |
| 1819 | 8 Familien | k. A.   |
| 1838 | 20         | 5       |
| 1864 | 54         | 16      |
| 1875 | 42         | 11      |
| 1885 | 44         | 9       |
| 1900 | 24         | 7       |
| 1913 | 86         | 7       |

| Jahr | Einwohner | Gebäude |
| ---- | --------- | ------- |
| 1925 | 86        | 7       |
| 1950 | 24        | 5       |
| 1961 | 26        | 6       |
| 1964 | 26        | 6       |
| 1970 | 39        | k. A.   |
| 2011 | 80        | k. A.   |

In den amtlichen Statistiken 1864 bis 1987 wird Weihern nicht getrennt von Oberweihern verzeichnet. Bis 1970 wird Weiherhäusl getrennt aufgeführt, 1987 nicht mehr. In der Matrikel von 1838 werden getrennte Zahlen für Weihern, Oberweihern und Weiherhäusl genannt und in der Matrikel von 1913 getrennte Zahlen für Unterweihern, Oberweihern und Weiherhäusl. In der Matrikel von 1997 wird nur eine Zahl für Weihern genannt, also Weihern, Oberweihern und Weiherhäusl zusammen. Auf der Zensus-Karte von 2011 lässt sich Weihern zwar von Oberweihern eindeutig trennen, aber nicht von Weiherhäusl, welches völlig in Weihern aufgegangen ist. Auf der historischen Karte von 1864 sieht man noch die eindeutige Trennung von Weihern, Oberweihern und Weiherhäusl.